# Litsea cordata
Litsea cordata är en lagerväxtart som först beskrevs av William Jack, och fick sitt nu gällande namn av Joseph Dalton Hooker. Litsea cordata ingår i släktet Litsea och familjen lagerväxter. Inga underarter finns listade i Catalogue of Life.